# Myzomela dammermani
Papa-mel-de-sumba ou suga-mel-de-sumba (Myzomela dammermani) é uma espécie de ave da família Meliphagidae.
É endémica da Indonésia.